# Виснаження нафтового покладу
Виснаження нафтового покладу (рос. истощение нефтяной залежи; англ. deplefion of an oil pool; нім. Erdöllagererschöpflung f) — зменшення початкових запасів нафти в продуктивному пласті, пов'язане з її видобуванням.
Супроводжується зменшенням пластової енергії.
Розрізняють такі різновиди режиму виснаження нафтового покладу: пружноводонапірний, газованої рідини (режим розчиненого газу), гравітаційний і газонапірний.
При пружноводонапірному режимі нафта видобувається із пласта за рахунок вивільнення енергії пружно стиснених порід і насичуючих їх рідин, а також енергії напору крайових вод пласта.
Режим розчиненого газу виникає після пружноводонапірного режиму в разі зниження пластового тиску в покладі нижче тиску насичення нафти газом, а також у покладах, ізольованих від навколишньої пластової системи; приплив нафти в цьому випадку зумовлений енергією розширення газу, що виділяється з нафти.
Гравітаційний режим характеризується витіканням нафти із пласта під дією сили тяжіння; виникає звичайно після розробки покладу в режимі розчиненого газу.
Газонапірний режим спостерігається в покладах з природною початковою або вторинною газовою шапкою.
При сприятливих умовах (динамічний коефіцієнт в'язкості нафти від 1 до 5 МПа×с, незначна неоднорідність пласта) у випадку водонапірного режиму із пласта видобувається 50–70 % нафти, що в ньому міститься, при режимі газованої рідини — 5–20 %, гравітаційному — 30–40 % (за умови дуже тривалої розробки), газонапірному — 20–30 %.
Розробка нафтових родовищ на режимах виснаження в основному неекономічна. Для підвищення нафтовилучення із пласта і економічних показників розробки родовища застосовують різні види дії на нафтові пласти, запобігаючи розвитку в покладах режимів В. н. п.